# Hempstead (Teksas)
Hempstead je grad u američkoj saveznoj državi Teksas. Prema popisu stanovništva iz 2010. u njemu je živjelo 5.770 stanovnika.